# Шахтне повітря
Ша́хтне пові́тря — це атмосферне повітря, яке заповнює гірничі виробки і, проходячи ними, змінює свій хімічний склад у зв'язку з наявністю в виробках процесів окиснення вугілля і гірських порід, гниття лісових матеріалів, що застосовуються для кріплення виробок, виділення із вугілля і порід метану, вуглекислого газу та ін.
При виконання вибухових робіт утворюється велика кількість газів, які також надходять в атмосферу гірничих виробок. Крім того, виробничі процеси в шахті супроводжуються виділенням великої кількості вугільного і породного пилу, який також забруднює повітря.
Тому склад і процентне відношення газів в шахтному повітрі будуть іншими, ніж в атмосферному.
Разом з тим шахтне повітря не повинно значно відрізнятися від атмосферного, оскільки воно може бути непридатним для дихання людини і вибухонебезпечним. У зв'язку з цим чинні правила безпеки у вугільних шахтах встановлюють певні допустимі норми. Вміст кисню О2 у повітрі чинних гірничих виробок повинен бути не менше 20 % об'єму.
В умовах підземних робіт в разі зниження вмісту кисню до 17 % у людини з'являється задишка, серцебиття, а зниження вмісту кисню до 12 % смертельно небезпечне. Дуже малий вміст кисню зустрічається в старих покинутих виробках, у тупиках непровітрюваних або в слабо провітрюваних виробках, у виробленому просторі.
Основною причиною зменшення вмісту кисню в шахтній атмосфері є його витрати на підтримання процесів окиснення та гниття. Невелика кількість кисню витрачається на дихання людей.
Для створення безпечних і нормальних у санітарно-гігієнічному відношенні умов роботи шахтарів треба постійно провітрювати гірничі виробки.